# Marcelo Boeck
Marcelo Boeck (Vera Cruz, 28 de novembro de 1984) é um ex-futebolista brasileiro que atuava como goleiro. Atualmente exerce o cargo de executivo de futebol do Fortaleza.

## Carreira

### Internacional
Formado nas categorias de base do Internacional, Marcelo Boeck conquistou um título no seu jogo de estreia pela equipe principal. Na decisão do Campeonato Gaúcho de 2005, o goleiro teve que entrar às pressas na equipe, pois o titular André sofreu uma lesão no decorrer da partida. Na ocasião, o Colorado ficou com o título ao marcar dois gols na prorrogação.

### Marítimo
Na temporada 2007–08, transferiu-se do Internacional para o Marítimo, de Portugal, por 400 mil euros, assinando um contrato de cinco anos. Tendo então 22 anos, integrou o plantel da equipe B, em que jogava regularmente.
Na temporada 2009–10 ascendeu ao plantel principal, demonstrando qualidade, mas foi-lhe difícil superar Peçanha, sobre quem recaiu a opção da titularidade. Já na temporada 2010–11, beneficiou-se de uma suspensão de quatro jogos imposta ao compatriota para garantir a titularidade e convencer, primeiro, o treinador holandês Mitchell van der Gaag e, mais tarde, Pedro Martins. Acabou realizando uma temporada de alto nível nos "verde-rubros", tendo sido um dos pilares da equipe madeirense.

### Sporting
No dia 30 de junho de 2011, o Sporting contratou o goleiro brasileiro por 950 mil euros, comprando 75% do seu passe ao Marítimo. Marcelo Boeck assinou um contrato válido por cinco temporadas, juntando-se a Rui Patrício e Tiago na posição de arqueiros do clube leonino. Boeck atuou em poucas partidas pelo Sporting, pois era o reserva de Rui Patrício. No entanto, sempre demonstrou raça e apoio enquanto houvesse esperanças de vitória.

### Chapecoense
Em janeiro de 2016, Marcelo Boeck foi emprestado por um ano para defender a Chapecoense. O goleiro, inclusive, fazia parte do elenco que sofreu o acidente aéreo no qual o avião do time caiu no dia 29 de novembro, poucos dias antes da final da Copa Sul-Americana. Como era o terceiro goleiro da equipe, ficou no Brasil não embarcou no voo.

### Fortaleza
Em dezembro de 2016, Marcelo Boeck não teve seu contrato renovado com a Chape e foi contratado pelo Fortaleza. Na partida contra o Tupi, em Minas Gerais, que valia o acesso ao Fortaleza após oito anos na fila para a Série B, Marcelo foi protagonista e fez grandes defesas, salvando seu time em vários momentos da partida. Mesmo perdendo por 1–0, o Leão garantiu a vaga para Série B de 2018 pelo placar agregado em 2–1, o que consagrou o arqueiro tricolor como um dos nomes mais importantes da história recente do clube.

## Títulos
Internacional
- Campeonato Gaúcho: 2005
- Copa Libertadores da América: 2006
- Copa do Mundo de Clubes da FIFA: 2006
- Recopa Sul-Americana: 2007

Marítimo
- Taça da Madeira: 2008–09

Sporting
- Taça de Portugal: 2014–15
- Supertaça de Portugal: 2015

Chapecoense
- Campeonato Catarinense: 2016
- Copa Sul-Americana: 2016

Fortaleza
- Copa dos Campeões Cearenses: 2017
- Campeonato Brasileiro - Série B: 2018
- Campeonato Cearense: 2019, 2020, 2021 e 2022
- Copa do Nordeste: 2019 e 2022